# Universidad Regional Autónoma de los Andes
La Universidad Regional Autónoma de los Andes (UNIANDES) es una universidad privada ecuatoriana. Es la universidad privada más grande, en extensión y construcción de campus universitario, en Ecuador. Tiene sus dos sedes principales en la Provincia de Tungurahua: en Ambato y Tisaleo. Sin embargo cuenta con sedes y centros de enseñanza en 9 ciudades de Ecuador. 

## Historia
Gustavo R. Alvarez Gavilanes y su esposa, Corona Gómez, son los fundadores de la UNIANDES de Ecuador, una de las primeras universidades de carácter privado del país. Misma que fue establecida legalmente en 1997. Sin embargo, la historia de la institución se remonta a casi 30 años atrás de su establecimiento legal, inicialmente con proyectos educativos en primaria, secundaria y bachillerato, promovidos también por la familia Álvarez. La institución ha evolucionado desde entonces y otras instituciones aparecieron como resultado del proyecto educativo: las escuelas y colegios INSUTEC y MONTERREY con presencia en distintas ciudades del país. 
En 1997 se reconoce legalmente a UNIANDES como una entidad de educación superior con personalidad jurídica, sin fines de lucro. Misma que ha incorporado ha su oferta académica las carreras de Derecho, Administración de Empresas, Hotelería y Turismo, Medicina, Seguridad Ciudadana, Medicina Veterinaria, Odontología, Psicología, Ingeniería Automotriz, entre otras. Además, UNIANDES ofrece maestrías en distintas áreas.
Uno de los hitos más importantes de la UNIANDES es la expansión en provincias de Ecuador que históricamente no han tenido acceso a la educación superior. La Universidad Regional Autónoma de Los Andes después de haber iniciado sus operaciones en la matriz, Ambato, adquirió inmuebles en distintas ciudades del país. Actualmente se han construido campus en las siguientes ciudades: Tulcán, Ibarra, Santo Domingo, Quevedo, Babahoyo, Riobamba y el Puyo. Además, desde Latacunga opera un centro de apoyo y desde Quito, el laboratorio gastronómico de la UNIANDES de Ecuador: ZEROLAB.